# Anton Heiller
Anton Heiller (Wenen, 15 september 1923 - 25 maart 1979) was een Oostenrijks organist, componist en muziekpedagoog.

## Levensloop
Zijn eerste orgel- en pianoonderricht, evenals de beginselen van harmonie en contrapunt kreeg hij van zijn vader. In de jaren dertig kreeg hij orgellessen van Wilhelm Mück, de organist van de Weense Stephansdom.
Van april 1941 tot juni 1942 studeerde hij aan de Muziekhogeschool van Wenen: orgel, piano, klavecimbel en muziektheorie. Daarop moest hij naar het leger.
Na de oorlog werd hij in 1945 docent orgel en basso continuo aan de Weense Muziekhogeschool en vanaf 1949 kerkmuziek en compositie. In 1950 nam hij de leiding van het Collegium Musicum für zeitgenössische Musik. Vanaf die jaren volbracht hij regelmatig concertreizen als organist, klavecinist en dirigent. Hij kreeg ook de directie aangeboden van het Orkest van de Opera van Wenen, maar hij weigerde, omdat hij liever zijn orgelwerk verder zette. Het belet niet dat hij ook graag dirigeerde.
Heiller kreeg grote reputatie als concertorganist, waarbij hij zich vooral aan de muziek van Johann Sebastian Bach wijdde. Tijdens de jaren zestig en tot aan zijn dood leidde hij talrijke jonge organisten op in de Muziekhogeschool van Wenen. Het scheen weldra alsof een curriculum niet meer volledig kon zijn als men niet minstens een meesterklas of een zomercursus bij Heiller had gevolgd. De studenten kwamen hiervoor van heinde en verre naar Wenen. Onder zijn leerlingen zijn te vermelden: Monique Gendron, Wolfgang Karius, Jan Kleinbussink, Henk G. van Putten, Brett Leighton, Michael Radulescu, David Sanger, Christa Rakich, Wolfram Syré, Bernhard Marx, Roman Summereder, Niels Henrik Nielsen, Martin Lücker, Bernard Lagacé, Bram Beekman.
Daarnaast was hij jarenlang, vanaf het begin in de jaren '50 tot aan 1977, een van de vaste docenten van de Internationale Zomeracademie voor Organisten in het Internationaal Orgelfestival Haarlem.
Anton Heiller was getrouwd met de pianiste Erna Heiller die in 2007 overleed. Hij kreeg in 1974 een beroerte die gedeeltelijk zijn linkerhand verlamde. Toen hij stierf was hij pas 55. Hij werd begraven op de Centrale begraafplaats van Wenen (Gruppe 40, Nummer 133).

## Componist
Heiller heeft bijna uitsluitend kerkmuziek gecomponeerd, in een rijke polyfone en chromatische klankkleur. Naast orgelmuziek componeerde hij Missen, Requiems, Psalmen, Koorwerk, Motetten, Cantates, Oratoria en orkestwerk. Hij verbond hierin de traditionele Oostenrijkse muziek met moderne elementen. Hij had hierbij Paul Hindemith als vriend en mentor. Hij gold weldra als een leidende figuur in het componeren van kerkmuziek.
Na de Tweede Wereldoorlog verwierf hij grote verdiensten bij de heropbouw van het Oostenrijkse orgelpatrimonium. Daarbij ontwierp hij ook nog een mechanisch lesorgel, waarmee hij doceerde aan de Weense Muziekschool. Het werd in 1958 gebouwd door Johann Pirchner uit Steinach am Brenner. Heel wat generaties orgelstudenten leerden er het vak op. Het instrument werd later verplaatst en bevindt zich in de parochiekerk van Sandleiten im de Weense agglomeratie.
Heiller was een merkwaardig allround musicus: zowel volwaardig organist, klavecinist en pianist als dirigent. Uitstekend componist en uitzonderlijk pedagoog.

## Composities
- 1937 – Drei frühe Choralvorspiele - für Orgel
  - I) Laßt uns erfreuen herzlich sehr
  - II) Du mein Schutzgeist
  - III) Es ist vollbracht
- 1938 – Die Bäume blühn und duften - für gemischten Chor a cappella
- 1938 – Christus factus est - für gemischten Chor a cappella
- 1940 – Sonatensatz in D für Orgel
- 1940 – Passacaglia in C für Orgel
- 1941 – Zwischenspiel E-Dur für Orgel
- 1941 – Toccata für Klavier
- 1941 – Fantasie und Fuge in F für Orgel
- 1942 – Drei Lieder nach Gedichten von Anton Wildgans - für Mezzosopran und Klavier
- 1943 – Klavierstück
- 1943 – O du fröhliche - Choralvorspiel und Choral für Orgel
- 1943 – Toccata Zwei Klaviere zu vier Händen
- 1943 – Intermezzo - für Klavier
- 1944 – Ave Maria - für Sopran, Violine und Viola
- 1944 – Es ist ein Ros’ entsprungen (Kleine Partita für Orgel)
- 1944 – Messe in mixolydisch g - für gemischten Chor a cappella
- 1944 – Sonate für Orgel
- 1945 – Wen Gott liebt - Spruch für Gesang und Klavier
- 1945 – Das Marienkind - Musik zum gleichnamigen Legendenspiel
- 1945 – Lux fulgebit nos - für vier Knabenstimmen
- 1945 – Der Heiland ist erstanden - Choralmotette für gemischten Chor a cappella
- 1946 –	Kammersinfonie
- 1946 – Requiem - für dreistimmigen gemischten Chor a cappella
- 1946 –	Laetentur caeli - für vierstimmigen Knabenchor
- 1946 – Christus factus est - für dreistimmigen Knabenchor
- 1947 – Ave Maria - für Sopran und Klavier oder Orgel
- 1947 – Resurrexi - für vierstimmigen gemischten Chor a cappella
- 1947 – Unam petii a domino - für Knabenchor a cappella
- 1947 – Exsurge, Domine - für Männerchor a cappella
- 1947 – Zweite Sonate für Orgel
- 1947 – Zwei kleine Partiten: 
  - I) “Freu dich sehr, o meine Seele”
  - II)	“Vater unser im Himmelreich”
- 1948 – Messe in lydisch f - für vierstimmigen gemischten Chor und Orgel
- 1948 – Missa in nocte - für zweistimmigen Oberchor und Orgel
- 1949 – Präludium und Fuge A-Dur - für Orgel
- 1949 – Dreifaltigkeitsproprium - für gemischten Chor a cappella
- 1949 – Ach wie nichtig, ach wie flüchtig - Choralmotette für gemischten Chor a cappella
- 1950 – Tragische Geschichte - für gemischten Chor a cappella
- 1951 – Nörgeln - für gemischten Chor a cappella
- 1951 – Hoc corpus - für gemischten Chor a cappella
- 1951 – O Jesu, all mein Leben - für gemischten Chor a cappella
- 1951 – Missa brevis in C - für gemischten Chor a cappella
- 1951 – Grad dort - für gemischten Chor a cappella
- 1951-1953 – Drei kleine geistliche Chöre - für gemischten Chor a cappella
- 1952 – Tentatio Jesu - Kurzoratorium für Soli, gemischten Chor und zwei Klaviere
- 1953 – Ich liebe dich von Herzensgrund - für Oberchor a cappella
- 1953 – Missa super "Erhalt uns, Herr, bei deinem Wort" - für Frauen- oder Knabenchor a cappella
- 1953 – Te Deum für gemischten Chor und Orgel
- 1955 – So treiben wir den Winter aus - für gemischten Chor a cappella
- 1955 – Psalmenkantate - für Soli, gemischten Chor, Orgel und Orchester
- 1956 – Deutsches Proprium für den Dreifaltigkeitssonntag - für gemischten Chor a cappella
- 1956 – François Villon - Rundfunkballade (Oratorium) für Soli, Chor und Orchester
- 1956 – Memorare - für gemischten Chor a cappella
- 1957 – Ave Maria - für dreistimmigen Oberchor
- 1957 – Missa super "Salve regina" et "Vater unser im Himmelreich" - für dreistimmigen Oberchor
- 1957 – Vier österreichische Volksliedsätze - für Männerchor a cappella
- 1957 – Confirma hoc, Deus - für gemischten Chor a cappella
- 1958 – Regina martyrum - Kantate für Soli, vierstimmigen Chor und Orgel
- 1958 – Postludium super "Ite, missa est XI" (für Orgel)
- 1958 – Vier geistliche Motetten - (Proprium in Anniversario Dedicationis ecclesiae) für gemischten Chor a cappella
  - I)	Terribilis est
  - II)	Locus iste
  - III)	Domine deus
  - IV)	Domus mea
- 1959 – Domine Deus omnipotens - Hymnus für Sopran und Klavier
- 1959 – In festo corporis Christi (Vier Stücke zum Fronleichnamsfest)
- 1959 – Zwei geistliche Gesänge - für Sopran und Orgel
- 1960 – Lobet, ihr Knechte des Herrn - Kleine Motette für gemischten Chor a cappella
- 1960 – Tantum ergo I über ein Zwölftonmodell - für gemischten Chor a cappella
- 1960 – Tantum ergo II über die gregorianische Melodie - für gemischten Chor a cappella
- 1960 – Missa super modos duodecimales - für gemischten Chor und sieben Instrumente
- 1960 – O Rex gentium - für gemischten Chor a cappella
- 1961 – Klavierstück über den Namen "Alfred Schlee"
- 1961 – Stufen - für Oberchor a cappella
- 1961 – Pater noster, Ave Maria - für Alt und Klavier
- 1961 – Kleine Messe über Zwölftonmodelle - für gemischten Chor a cappella
- 1962 – Fiat voluntas tua - für Alt und Klavier
- 1963 – Der 37. Psalm - für Chor und Orchester
- 1963 – Konzert für Orgel und Orchester
- 1964 – Terribilis est - für gemischten Chor a cappella
- 1964 – Sub tuum praesidium - für Alt und Klavier
- 1964 – Proprium zum Fronleichnamsfest - für dreistimmigen gemischten Chor a cappella
- 1965 – Deutsches Ordinarium - für gemischten Chor und Orgel oder Orchester
- 1965 – English Mass - for mixed choir, congregation and organ
- 1965 – Fantasia super “Salve Regina” (für Orgel)
- 1965 – In principio erat verbum - Kantate für Tenor, gemischten Chor, Orchester und Orgel
- 1965 – Nun bitten wir den heiligen Geist - Kleines Choralvorspiel für Orgel
- 1966 – Deutsches Proprium für den vierten Sonntag nach Ostern - für Knaben- oder Frauenchor
- 1967 – Deutsches Proprium zum Dreifaltigkeitsfest - für Chor, Gemeinde und Orgel
- 1967 – Ecce lignum crucis - Meditation für Orgel
- 1968 – Das Laub fällt von den Bäumen - für gemischten Chor a cappella
- 1968 – Improvisation über den Gregorianischen Choral “Ave maris stella”
- 1968 – Stabat Mater für gemischten Chor und Orchester
- 1970 – Geistliches Konzert - für gemischten Chor und sechs Holzbläser
- 1970 – 100 Jahre Wiener Musikverein - Geburtstagsgabe in einer Reihe von 100 Tönen
- 1970 – Tanz-Toccata für Orgel
- 1971 – Adventmusik - für Oboe, Violine, Kinderchor und Orgel
- 1971-1972 – Konzert für Cembalo, Orgelpositiv & Kamerorchester
- 1972 – Nun komm’ der Heiden Heiland (Variationen für Orgel)
- 1973 – Solo - für Gitarre
- 1973 – Passionsmusik - für Kinderchor und Orgel
- 1974 – Drei Weihnachtslieder - für Oberchor a cappella
- 1974 – Meditation für Orgel über die Gregorianische Oster-Sequenz ("Victimae Paschali Laudes")
- 1974 – Nicht Knechte, sondern meine Freunde nenne ich euch - für gemischten Chor a cappella
- 1974 – Verleih uns Frieden gnädiglich – Choralvorspiel für Orgel
- 1975 – Drei kleine Choralvorspiele für Orgel:
  - I)	“Valet will ich dir geben”
  - II)	“Der Tag ist hin”
  - III)	“Mit Fried und Freud ich fahr dahin”
- 1975 – Aus tiefer Not schrei ich zu dir - Intonation, Choral und drei Variationen für Orgel
- 1975 – Ein wenig über B-A-C-H - Drei kleine Stücke für Cembalo
- 1975 – Kleine deutsche Messe - für Oberchor und Orgel
- 1976 – Jubilato (für Orgel)
- 1977 – Hymnus für Chor und Orgel aus der Vesper für Kantor, Soli, Chor und Orgel
- 1977 – Hochgebet mit eigenem Sanctus - für Singstimme allein
- 1977 – Magnificat aus der Vesper für Kantor, Soli, Chor und Orgel
- 1977 – Es ist ein Ros’ entsprungen (Orgelsatz)
- 1977 – Kleine Partita über das dänische Lied: “Den klare sol går ned” (für Orgel, mit Anhang für Flöte solo)
- 1977 – Vorspiel, Zwischenspiel und Nachspiel aus der “Vesper” für Kantor, Chor und Orgel
- 1977-1978 – Choralvorspiele zu Liedern des Dänischen Gasangbuchs:
  - I)	O Hoved, højt forhånet (O Haupt voll Blut und Wunden’)
  - II)	Det hellige kors
  - III)	Rind nu op i Jesu navn (Steh nun auf in Jesu Namen)
  - IV)	Min sjael, den Herren love (Nun lob mein Seel den Herren)
  - V)	Sorrig og glæde de vandre til hobe (Kummer und Freude, zusammen sie wandern)
  - VI)	Som lilliens hjerte kan holdes i grøde (Wie der Lilie Herze kann reifen zur Ernte)
  - VII)	Freu dich sehr, meine Seele
- 1978 – Kleine Partita “Erhalt uns, Herr, bei deinem Wort”

## Discografie
Heiller heeft heel wat platenopnamen gerealiseerd waarop hij een groot deel van zijn repertoire vastlegde, gaande van Gabrieli, Buxtehude en Bach tot Reger en Paul Hindemith. De romantische muziek bleef hierbij wat achterwege, aangezien hij vooral voorliefde had voor barokmuziek en voor hedendaagse muziek. Zijn techniek was bij de uitvoeringen onberispelijk, een uitstekende zin voor ritme en een zeldzaam talent om zelfs de meest complexe polyfonische passages klaar en begrijpelijk te houden. De luisteraar kon bij hem de indruk opdoen dat het eigenlijk allemaal makkelijk uit te voeren was.

## Prijzen en Eerbetoon
- 1952: Eerste prijs in het Internationaal Improvisatieconcours voor Organisten in Haarlem
- 1963: Cultuurprijs van de Stad Wenen
- 1968: Erekruis voor Kunsten en Wetenschappen van Wenen
- 1969: Oostenrijkse Grote Staatsprijs voor Muziek